# Classificatore ad aria

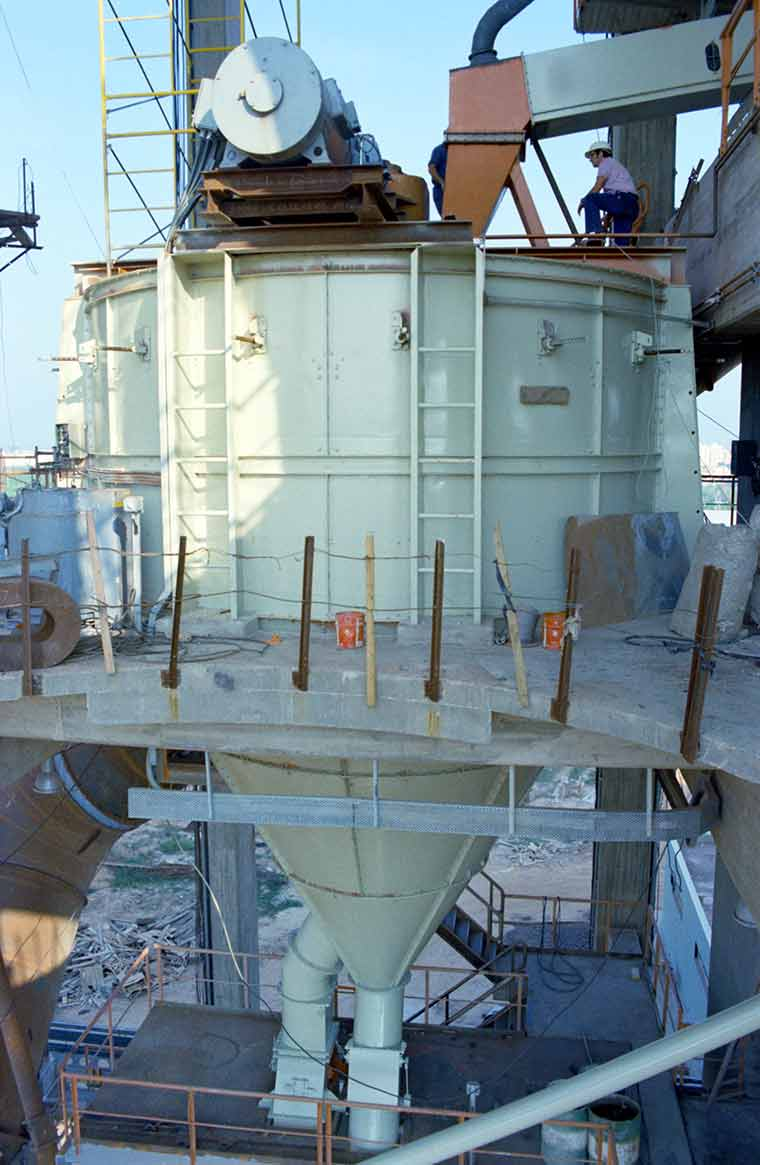
Classificatore ad aria

Un classificatore ad aria è un macchinario che smista materiali sulla base di una combinazione di peso, forma e densità.
Funziona per ingetto di un flusso del materiale da separare all'interno di una camera contenente una colonna di aria verticale. All'interno della camera di smistamento, l'aria applica sul materiale una forza diretta verso l'alto che contrasta la forza di gravità e solleva il materiale da smistare verso l'alto. Grazie alla dipendenza della forza richiesta per sollevare un dato materiale dal suo peso e dalla sua forma, gli oggetti vengono separati verticalmente lungo la colonna d'aria.
I classificatori ad aria sono comunemente impiegati in processi di elutriazione industriali, che richiedono la separazione veloce ed efficace di grandi quantità di materiali. I classificatori ad aria sono impiegabili per il cemento, per il controllo della qualità dell'aria, per la trasformazione dei prodotti alimentari, i pigmenti, i prodotti farmaceutici, cosmetici e nelle industrie chimiche. Uno di questi esempi è rappresentato dallo smistamento all'interno di centrali per il riciclaggio, dove i diversi tipi di metallo, carta e plastica richiedono un accurato smistamento prima dei essere ulteriormente trattati.